# Carl Friedrich Koepe

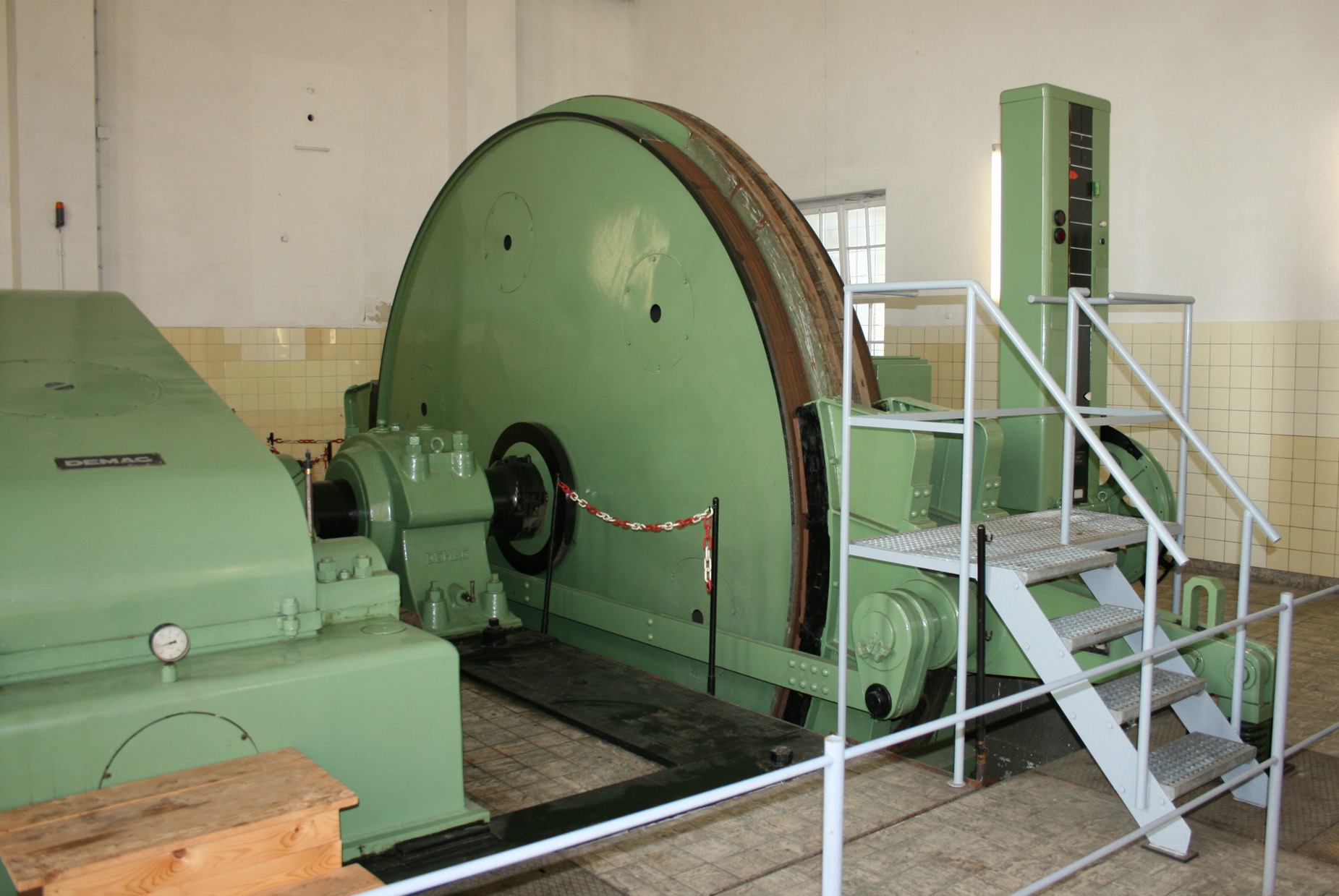
Ophaalmachine van Koepe

Carl Friedrich Koepe (Bergkamen, 1 juli 1835 - Bochum, 12 september 1922) was een Duits ingenieur en een pionier van de lifttechniek in steenkolenmijnen.
Zijn loopbaan begon Koepe als mijnwerker in Ibbenbüren. Hij ging mijntechniek studeren aan een instituut in Bochum en bracht het vanaf 1873 tot technisch directeur van enkele mijnen.
In 1876-1877 slaagde Koepe er in een nieuwe techniek te ontwikkelen die een revolutie betekende in het transport in mijnschachten: het Koepesysteem. Het werd de standaardtechniek voor de steenkoolmijnen die werd aangewend via de schachtbokken en de ophaalmachines. Het begrip Koepe is bij elke mijnwerker bekend.
Koepe ondervond veel tegenstand van zijn eigen directie. Zij zag het belang ervan niet in en liet het patent vervallen. 